# Prudens van Duyseprijs
De Prudens van Duyseprijs is een prijs uitgereikt door de Marnixring Ros Beiaard Dendermonde en de stad Dendermonde. Het doel is om de verspreiding en promotie van de Nederlandse cultuur te belonen.
De eerste prijs werd uitgereikt op de vijfde verjaardag van de Marnixring in Dendermonde in 1978. Vanaf de twaalfde editie, in 2010, is de prijs geëvolueerd naar een opdrachtwerk in een telkens wisselende discipline van de kunst of van de wetenschap. 
Het ontleent zijn naam aan de dichter Prudens van Duyse (1804-1859), een inwoner van Dendermonde.

## Winnaars
- 1978: Wies Moens
- 1981: Waar Vlamingen Thuis Zijn
- 1983: Burgemeester Céline Algoet van Sint-Genesius-Rode
- 1986: Vlaams Verbond voor Gepensioneerden
- 1988: Walter Boeykens
- 1991: Voorzitter van de Vlaamse Volksbeweging Mon De Clopper
- 1993: Stichting Ons Erfdeel
- 1996: Gust Dierickx
- 1998: Dansspektakel Incar uit Lebbeke
- 2003: Willem Vermandere
- 2005: Luc Coorevits, literair organisator - Behoud de Begeerte
- 2010: Bart Picqueur
- 2013: Michiel De Cleene
- 2016: Christina Guirlande
- 2020: Dietrich Van Akelyen